# Taça dos Clubes Campeões Europeus de 1963–64
A Taça dos Campeões Europeus 1963–64 foi a nona edição do principal torneio de clubes de futebol da Europa. A Internazionale conquistou seu primeiro título da competição depois de vencer o Real Madrid por 3–1 na final com dois gols de Mazzola e um de Milani para o time italiano. Felo anotou o único gol para equipe espanhola.
O Milan, campeão da temporada anterior, foi eliminado pelo Real Madrid por 3–4 no placar agregado nas quartas de final.
Pela primeira vez o Chipre enviou o seu campeão nacional para o certame.

## Primeira fase
| Equipe 1              | Total | Equipe 2             | 1.º jogo | 2.º jogo |
| --------------------- | ----- | -------------------- | -------- | -------- |
| Everton               | 0–1   | Internazionale       | 0–0      | 0–1      |
| Monaco                | 8–3   | AEK Atenas           | 7–2      | 1–1      |
| Haka                  | 4–5   | Jeunesse Esch        | 4–1      | 0–4      |
| Partizan              | 6–1   | Anorthosis Famagusta | 3–0      | 3–1      |
| Górnik Zabrze         | 1–1¹  | Austria Viena        | 1–0      | 0–1      |
| Příbram               | 8–0   | Valletta             | 6–0      | 2–0      |
| Distillery            | 3–8   | Benfica              | 3–3      | 0–5      |
| Lyn                   | 3–7   | Borussia Dortmund    | 2–4      | 1–3      |
| Dundalk Football Club | 2–4   | Zürich               | 0–3      | 2–1      |
| Galatasaray           | 4–2   | Ferencváros          | 4–0      | 0–2      |
| Partizani Tirana      | 2–3   | Spartak Plovdiv      | 1–0      | 1–3      |
| Esbjerg               | 4–11  | PSV Eindhoven        | 3–4      | 1–7      |
| Standard de Liège     | 1–2   | Norrköping           | 1–0      | 0–2      |
| Dinamo Bucureşti      | 3–0   | Motor Jena           | 2–0      | 1–0      |
| Rangers               | 0–7   | Real Madrid          | 0–1      | 0–6      |

¹ Górnik Zabrze venceu o Austria Viena por 2–1 na partida de desempate.
Nota: Pela primeira vez na organização do torneio, apenas o Milan, vencedor do ano anterior, pôde começar na próxima fase.

### Esquema
| Fase Preliminar       | Fase Preliminar | Fase Preliminar | Fase Preliminar |  |                   | Primeira Fase    | Primeira Fase | Primeira Fase | Primeira Fase |  |  | Quartos-de-final  | Quartos-de-final | Quartos-de-final | Quartos-de-final |  |  | Meias-finais      | Meias-finais | Meias-finais | Meias-finais |  |  | Final       | Final |
|                       |                 |                 |                 |  |                   |                  |               |               |               |  |  |                   |                  |                  |                  |  |  |                   |              |              |              |  |  |             |       |
| Górnik Zabrze (Des.)  | 1               | 0               | 1 2             |  |                   |                  |               |               |               |  |  |                   |                  |                  |                  |  |  |                   |              |              |              |  |  |             |       |
| Áustria Viena         | 0               | 1               | 1 1             |  |                   | Górnik Zabrze    | 2             | 1             | 3             |  |  |                   |                  |                  |                  |  |  |                   |              |              |              |  |  |             |       |
| Dukla Praga           | 6               | 2               | 8               |  | Dukla Praga       | 0                | 4             | 4             |               |  |  |                   |                  |                  |                  |  |  |                   |              |              |              |  |  |             |       |
| Valletta FC           | 0               | 0               | 0               |  |                   |                  |               |               |               |  |  | Dukla Praga       | 0                | 3                | 3                |  |  |                   |              |              |              |  |  |             |       |
| Distillery            | 3               | 0               | 3               |  |                   |                  |               |               |               |  |  | Borussia Dortmund | 4                | 1                | 5                |  |  |                   |              |              |              |  |  |             |       |
| Benfica               | 3               | 5               | 8               |  |                   | Benfica          | 2             | 0             | 2             |  |  |                   |                  |                  |                  |  |  |                   |              |              |              |  |  |             |       |
| Lyn Oslo              | 2               | 1               | 3               |  | Borussia Dortmund | 1                | 5             | 6             |               |  |  |                   |                  |                  |                  |  |  |                   |              |              |              |  |  |             |       |
| Borussia Dortmund     | 4               | 3               | 7               |  |                   |                  |               |               |               |  |  |                   |                  |                  |                  |  |  | Borussia Dortmund | 2            | 0            | 2            |  |  |             |       |
| FC Haka               | 4               | 0               | 4               |  |                   |                  |               |               |               |  |  |                   |                  |                  |                  |  |  | Inter Milão       | 2            | 2            | 4            |  |  |             |       |
| Jeunesse Esch         | 1               | 4               | 5               |  |                   | Jeunesse Esch    | 2             | 2             | 4             |  |  |                   |                  |                  |                  |  |  |                   |              |              |              |  |  |             |       |
| Partizan              | 3               | 3               | 6               |  | Partizan          | 1                | 6             | 7             |               |  |  |                   |                  |                  |                  |  |  |                   |              |              |              |  |  |             |       |
| Anorthosis Famagusta  | 0               | 1               | 1               |  |                   |                  |               |               |               |  |  | Partizan          | 0                | 1                | 1                |  |  |                   |              |              |              |  |  |             |       |
| Everton               | 0               | 0               | 0               |  |                   |                  |               |               |               |  |  | Inter Milão       | 2                | 2                | 4                |  |  |                   |              |              |              |  |  |             |       |
| Inter Milão           | 0               | 1               | 1               |  |                   | Inter Milão      | 1             | 3             | 4             |  |  |                   |                  |                  |                  |  |  |                   |              |              |              |  |  |             |       |
| AS Monaco             | 7               | 1               | 8               |  | AS Monaco         | 0                | 1             | 1             |               |  |  |                   |                  |                  |                  |  |  |                   |              |              |              |  |  |             |       |
| AEK Atenas            | 2               | 1               | 3               |  |                   |                  |               |               |               |  |  |                   |                  |                  |                  |  |  |                   |              |              |              |  |  | Inter Milão | 3     |
| Partizani Tirana      | 1               | 1               | 2               |  |                   |                  |               |               |               |  |  |                   |                  |                  |                  |  |  |                   |              |              |              |  |  | Real Madrid | 1     |
| Spartak Plovdiv       | 0               | 3               | 3               |  |                   | Spartak Plovdiv  | 0             | 0             | 0             |  |  |                   |                  |                  |                  |  |  |                   |              |              |              |  |  |             |       |
| Esbjerg               | 3               | 1               | 4               |  | PSV Eindhoven     | 1                | 0             | 1             |               |  |  |                   |                  |                  |                  |  |  |                   |              |              |              |  |  |             |       |
| PSV Eindhoven         | 4               | 7               | 11              |  |                   |                  |               |               |               |  |  | PSV Eindhoven     | 1                | 1                | 2                |  |  |                   |              |              |              |  |  |             |       |
| Dundalk Football Club | 0               | 2               | 2               |  |                   |                  |               |               |               |  |  | FC Zürich         | 0                | 3                | 3                |  |  |                   |              |              |              |  |  |             |       |
| FC Zürich             | 3               | 1               | 4               |  |                   | FC Zürich (CoC)  | 2             | 0             | 2             |  |  |                   |                  |                  |                  |  |  |                   |              |              |              |  |  |             |       |
| Galatasaray           | 4               | 0               | 4               |  | Galatasaray       | 0                | 2             | 2             |               |  |  |                   |                  |                  |                  |  |  |                   |              |              |              |  |  |             |       |
| Ferencváros           | 0               | 2               | 2               |  |                   |                  |               |               |               |  |  |                   |                  |                  |                  |  |  | FC Zürich         | 1            | 0            | 1            |  |  |             |       |
| Dinamo Bucareste      | 2               | 1               | 3               |  |                   |                  |               |               |               |  |  |                   |                  |                  |                  |  |  | Real Madrid       | 2            | 4            | 6            |  |  |             |       |
| Motor Jena            | 0               | 0               | 0               |  |                   | Dinamo Bucareste | 1             | 3             | 4             |  |  |                   |                  |                  |                  |  |  |                   |              |              |              |  |  |             |       |
| Glasgow Rangers       | 0               | 0               | 0               |  | Real Madrid       | 3                | 5             | 8             |               |  |  |                   |                  |                  |                  |  |  |                   |              |              |              |  |  |             |       |
| Real Madrid           | 1               | 6               | 7               |  |                   |                  |               |               |               |  |  | Real Madrid       | 4                | 0                | 4                |  |  |                   |              |              |              |  |  |             |       |
| Standard de Liège     | 1               | 0               | 1               |  |                   |                  |               |               |               |  |  | AC Milan          | 1                | 2                | 3                |  |  |                   |              |              |              |  |  |             |       |
| IFK Norrköping        | 0               | 2               | 2               |  |                   | IFK Norrköping   | 1             | 2             | 3             |  |  |                   |                  |                  |                  |  |  |                   |              |              |              |  |  |             |       |
| AC Milan              | -               | -               | -               |  | AC Milan          | 1                | 5             | 6             |               |  |  |                   |                  |                  |                  |  |  |                   |              |              |              |  |  |             |       |
| Isento                | -               | -               | -               |  |                   |                  |               |               |               |  |  |                   |                  |                  |                  |  |  |                   |              |              |              |  |  |             |       |

## Segunda fase
| Equipe 1         | Total | Equipe 2          | 1.º jogo | 2.º jogo |
| ---------------- | ----- | ----------------- | -------- | -------- |
| Benfica          | 2–6   | Borussia Dortmund | 2–1      | 0–5      |
| Górnik Zabrze    | 3–4   | Dukla Praga       | 2–0      | 1–4      |
| Spartak Plovdiv  | 0–1   | PSV Eindhoven     | 0–1      | 0–0      |
| Dinamo Bucureşti | 4–8   | Real Madrid       | 1–3      | 3–5      |
| Zürich           | 2–2¹  | Galatasaray       | 2–0      | 0–2      |
| Jeunesse Esch    | 4–7   | Partizan          | 2–1      | 2–6      |
| Internazionale   | 4–1   | Monaco            | 1–0      | 3–1      |
| Norrköping       | 3–6   | Milan             | 1–1      | 2–5      |

¹ Zürich avançou para as quartas de final no cara ou coroa, após o empate por 2–2 na partida de desempate.

## Quartas-de-final
| Equipe 1      | Total | Equipe 2          | 1.º jogo | 2.º jogo |
| ------------- | ----- | ----------------- | -------- | -------- |
| Real Madrid   | 4–3   | Milan             | 4–1      | 0–2      |
| Partizan      | 1–4   | Internazionale    | 0–2      | 1–2      |
| PSV Eindhoven | 2–3   | Zürich            | 1–0      | 1–3      |
| Dukla Praga   | 3–5   | Borussia Dortmund | 0–4      | 3–1      |

### Jogos de ida
| 4 de março de 1964 | Dukla Praga | 0 – 4     | Borussia Dortmund                                  | Eden Arena, Praga                        |
|                    |             | Relatório | Brungs 30' · Konietzka 56' · Wosab 70' (pen.), 89' | Público: 21 920 Árbitro: ITA Gino Rigato |

| 26 de fevereiro de 1964 | Partizan | 0 – 2     | Internazionale         | JNA Stadium, Belgrado                    |
|                         |          | Relatório | Jair 48' · Mazzola 89' | Público: 19 509 Árbitro: AUT Josef Stoll |

| 4 de março de 1964 | PSV Eindhoven  | 1 – 0     | Zurique | Philips Stadion, Eindhoven                 |
|                    | Theunissen 85' | Relatório |         | Público: 8 589 Árbitro: ENG Arthur Holland |

| 29 de janeiro de 1964 | Real Madrid                                           | 4 – 1     | Milan       | Santiago Bernabéu, Madri                      |
|                       | Amancio 17' · Puskás 44' · Di Stéfano 59' · Gento 64' | Relatório | Lodetti 83' | Público: 100 000 Árbitro: FRA Joseph Barbéran |

### Jogos de volta
| 18 de março de 1964 | Borussia Dortmund | 1 – 3     | Dukla Praga                 | Stadion Rote Erde, Dortmund                  |
|                     | Rylewicz 20'      | Relatório | Rödr 40' · Jelínek 68', 87' | Público: 42 415 Árbitro: SCO William Brittle |

Dortmund ganhou 5-3 no agregado.
| 4 de março de 1964 | Internazionale       | 2 – 1     | Partizan  | San Siro, Milão                                        |
|                    | Corso 25' · Jair 42' | Relatório | Bajić 68' | Público: 32 100 Árbitro: FRG Kurt Waldemar Tschenscher |

Internazionale ganhou 4-1 no total
| 11 de março de 1964 | Zurique                             | 3 – 1     | PSV Eindhoven | Estádio Letzigrund, Zurique                         |
|                     | Stürmer 2' · Brizzi 18' · Rüfli 56' | Relatório | Verdonk 35'   | Público: 15 452 Árbitro: ESP Juan Gardeazabal Garay |

O Zurique venceu por 3–2 no agregado.
| 13 de fevereiro de 1964 | Milan                     | 2 – 0     | Real Madrid | San Siro, Milão                               |
|                         | Lodetti 6' · Altafini 46' | Relatório |             | Público: 80 000 Árbitro: SUI Gottfried Dienst |

O Real Madrid venceu por 4–3 no agregado.

## Semifinais
| Equipe 1          | Total | Equipe 2       | 1.º jogo | 2.º jogo |
| ----------------- | ----- | -------------- | -------- | -------- |
| Borussia Dortmund | 2–4   | Internazionale | 2–2      | 0–2      |
| Zurique           | 1–8   | Real Madrid    | 1–2      | 0–6      |

### Jogos de ida
| 15 de Abril de 1964 | Borussia Dortmund | 2 – 2     | Internazionale         | Stadion Rote Erde, Dortmund            |
|                     | Brungs 23', 28'   | Relatório | Mazzola 4' · Corso 41' | Público: 42 356 Árbitro: HUN Jenő Gere |

| 22 de abril de 1964 | Zurique    | 1 – 2     | Real Madrid               | Letzigrund, Zurique                        |
|                     | Brizzi 71' | Relatório | Di Stéfano 16' · Felo 25' | Público: 28 394 Árbitro: BEL Joseph Hannet |

### Jogos de volta
| 29 de abril de 1964 | Internazionale         | 2 – 0     | Borussia Dortmund | San Siro, Milão                             |
|                     | Mazzola 48' · Jair 75' | Relatório |                   | Público: 76 788 Árbitro: IUG Branko Tesanić |

A Internazionale venceu por 4–2 no agregado.
| 7 de maio de 1964 | Real Madrid                                                                 | 6 – 0     | Zurique | Santiago Bernabéu, Madri                  |
|                   | Zoco 9' · Felo 14' · Muller 16' · Puskás 70' · Di Stéfano 79' · Amancio 87' | Relatório |         | Público: 110 000 Árbitro: FRA Jean Tricot |

O Real Madrid venceu por 8–1 no agregado.

## Final
| 27 de maio de 1964 | Internazionale                | 3 – 1     | Real Madrid | Praterstadion, Viena                      |
|                    | Mazzola 43', 76' · Milani 61' | Relatório | Felo 70'    | Público: 72 000 Árbitro: AUT Alfred Stoll |

## Premiação
| Taça dos Campeões Europeus de 1963–64 |
| Itália                                |
| ------------------------------------- |
| Internazionale (1º título)            |

## Artilheiros
7 gols
- Vladica Kovačević ( Partizan)
- Sandro Mazzola ( Internazionale)
- Ferenc Puskás ( Real Madrid)